# جامعة بدر بالقاهرة
جامعة بدر بالقاهرة أو "Badr University In Cairo" هي جامعة خاصة بنيت سنة 2014م، وتقع في مدينة بدر، طريق الجامعات، علماً بأن مدينة بدر تتبع لمحافظة القاهرة. وتحتوى جامعة بدر على 15 كلية حتي الآن (الهندسة، العلاج الطبيعي، طب الفم والأسنان، الطب البشري، الصيدلة، التمريض، السياسية والاقتصاد، إدارة الأعمال، اللغات والترجمة، الفنون التطبيقية، الطب البيطري، التكنولوجيا الحيوية، العلوم السينمائية والمسرحية، التشريع والقانون، تكنولوجيا العلوم الصحية).

## كليات الجامعة
- كلية الهندسة
- كلية الصيدلة
- كلية طب الفم والأسنان
- كلية العلاج الطبيعي
- كلية الطب البشري
- كلية العلوم السينمائية والمسرحية
- كلية الطب البيطري
- كلية التشريع والقانون
- كلية السياسة والاقتصاد
- كلية التكنولوجيا الحيوية
- كلية تكنولوجيا العلوم الصحية المساعدة
- كلية التمريض
- كلية الاقتصاد وإدارة الأعمال
- كلية اللغات والترجمة
- كلية الفنون التطبيقية.

## نبذة عن كليات الجامعة
- «كلية الهندسة» وهي من الكليات الحديثة ومدة الدراسة بها 5 سنوات وبها العديد من الاقسام الهندسية وتحتوى على عدة تخصصات مثل هندسة الإنشاءات والهندسة المعمارية وهندسة الالكترونيات والاتصالات الكهربائية وهندسة الطاقة المتجددة وهندسة الحاسبات والنظم والهندسة الكيميائية وهندسة البتروكيماويات وهندسة الميكاترونيك.
- «كلية الصيدلة والتصنيع الدوائى» ومدة الدراسة بها 6 سنوات.[2]
- «كلية طب الفم والأسنان» ومدة الدراسة بها 6 سنوات.[3]
- «كلية العلاج الطبيعى» ومدة الدراسة بها 6 سنوات.[4]
- «كلية التمريض».[5]
- «كلية الاقتصاد وإدارة الأعمال» ومدة الدراسة بها 4 سنوات.[6]
- «كلية الفنون التطبيقية» وتعد من الكليات الحديثة ويوجد بها اقسام (التصميم الداخلى والأثاث والمنسوجات وتصميم الوثائق والجرافيك تصميم المنتجات.[7]
- «كلية اللغات والترجمة» وهي من الكليات الحديثة وتوجد باللغة الإنجليزية واللغة الايطالية واللغة الاسبانية واللغة الصينية.[8]
- «كلية الطب البشري».[9]
- «كلية التكنولوجيا الحيوية».
- «كلية العلوم السينمائية والمسرحية».

وتوجد توسعات في الجامعة لإنشاء كليات جديدة.
وتوفر الجامعة فرصة التبادل الطلابى بينها وبين الجامعات الآخرى.
نظام الدراسة بالساعات المعتمدة. الدراسة باللغة الإنجليزية.
توفر وسائل مواصلات خاصة بالجامعة لنقل الطلاب
توفر سكن للطالبات
انتخابات اتحاد طلاب وأنشطة طلابية.